# Melina (calcio)
Melina è un termine proprio di alcuni sport di squadra come calcio, pallacanestro e pallanuoto, con cui si indica la tattica ostruzionistica di una squadra che imbastisce azioni di gioco per mantenere il possesso di palla e rallentare il ritmo dell'incontro, al fine di trarne vantaggio: consiste in una sorta di torello, una fitta rete di passaggi effettuati in sicurezza per mantenere in proprio possesso il pallone. L'atteggiamento assunto da una squadra che pratica la «melina» può essere in contrasto con il regolamento. Il termine è usato, in forma di metafora, anche in altri contesti.

## Vantaggi
Una squadra può attuare la melina per:
- Mantenere un vantaggio di misura, nei minuti conclusivi della partita;
- Non segnare ulteriori gol, in situazioni di vantaggio;
- Protestare contro l'arbitro o la tifoseria;
- Non modificare il risultato corrente;
- Non correre rischi in casi di inferiorità numerica.

## Regolamento
Nel calcio, all'arbitro non è consentito fermare il gioco per interrompere una melina: egli ha comunque la facoltà di richiamare i capitani delle due squadre in campo ad un comportamento più corretto e meno ostruzionistico. Inoltre, un calciatore che ritardi volutamente la ripresa del gioco può venire sanzionato con l'ammonizione.
L'introduzione delle regole che vietano al portiere di raccogliere con le mani il retropassaggio di un compagno di squadra e di tenere il pallone per oltre 6", ha notevolmente ridotto il ricorso alla melina.

## Etimologia
Nel 1966, Alberto Menarini ipotizzò che l'etimologia del termine derivasse da un gioco per bambini: gioco che consisteva nel passarsi un cappello di testa in testa, con l'obiettivo di ritardarne il più possibile il recupero da parte del proprietario. Per Giorgio De Rienzo, ha origine «erotica, se non addirittura oscena». I vocabolari Devoto-Oli, Garzanti (edizione on-line), e Treccani lo riportano come una derivazione dalla frase «fer al zug dla mléina» («fare il gioco della melina» in dialetto bolognese, di incerta origine), consistente nel sottrarre il cappello e passarselo vicendevolmente di mano con lanci che passano sopra la testa del proprietario. La prima attestazione del termine nel lessico sportivo è del 1961.